# Le Monde où l'on s'ennuie
Pour plus de détails, voir Fiche technique et Distribution.
Le Monde où l'on s'ennuie est un film français réalisé par Jean de Marguenat en 1934 et sorti dans les salles en 1935.  

## Fiche technique
- Titre original : Le Monde où l'on s'ennuie
- Réalisation : Jean de Marguenat
- Scénario : Alex Madis, d'après la pièce de théâtre d'Édouard Pailleron (comédie en 3 actes[1] écrite en 1881)
- Dialogue : Alex Madis
- Direction artistique : Alexandre Lochakoff
- Photographie : Fédote Bourgasoff et Louis Née
- Musique : Michel Lévine
- Société de production :  Société Anonyme de Production et d'Exploitation Cinématographique (SAPEC) de Paris
- Pays de production :  France
- Format : Noir et blanc - 35 mm - Son mono
- Genre : Comédie
- Durée : 89 minutes
- Date de sortie :	
  - France : 18 janvier 1935

## Distribution
- André Luguet : Roger de Céran
- Josseline Gaël : Suzanne de Villiers
- Pierre Dux : Paul Raymond
- Vanda Gréville : Lucie Watson
- Jean Tissier : Bellac
- Paule Andral : La comtesse de Céran
- Lucien Brulé : Toulonnier
- Jeanne Cheirel  : la duchesse de Réville
- Andrée Ducret : Mme Arriego
- Jean Dunot : Le jardinier
- Anthony Gildès 	: Le poète
- Jeanne Lion : La directrice du pensionnat
- René Stern : De Saint-Réault
- Vanna Vanni
- Pierre Marnat : Le valet de chambre
- Gisèle Mars : Jeanne Raymond
- Jean Parmentier
- Mona Vadis